# Той, що біжить лабіринтом (фільм)
«Той, що біжить лабіринтом» (англ. The Maze Runner) — американський фільм режисера Веса Болла у жанрі молодіжної антиутопії, заснований на однойменній книзі Джеймса Дешнера. В головних ролях: Ділан О'Браєн, Томас Сангстер і Кая Скоделаріо. Концептуальний дизайн фільму створив Ken Barthelmey. Дата виходу фільму в Україні — 18 вересня 2014 року, в США — 19 вересня.

## Сюжет
Це історія про Томаса, який потрапив на Галявину (англ. Glade) — місце, де ув'язнені понад 60 інших людей. Вони більше трьох років намагаються знайти вихід з лабіринту, але не можуть цього зробити, позаяк його конструкція щодня змінюється. Ба більше, в лабіринті мешкають моторошні ґривери (англ. grievers), що вбивають кожного, хто не сховається після заходу сонця. Хлопці навчилися виживати на Галявині — величезній відкритій місцевості, оточеній масивними кам'яними стінами.
За день після того, як Томас прокидається в дивному ліфті, він згадує лише своє ім'я. Його пам'ять майже порожня. Його вітає група людей, які, так само як і Томас, не знають, як і чому потрапили сюди. Їм відомо лише одне: щомісяця з ліфта з'являється нова особа. Уже понад три роки група намагається знайти вихід з лабіринту, що оточує їхнє місце проживання, але поступово вони починають втрачати надію.
Під час збору добрив у лісі Галявини на Томаса нападає Бен, бігун, якого вжалив ґривер, відтак глейдери виганяють Бена за ворота перед їхнім закриттям. Наступного ранку Албі та Мінхо йдуть до Лабіринту, аби знайти сліди Бена, але Албі також заражений ґривером, і Мінхо не встигає дотягнути його на Галявину. Томас встигає ввійти до Лабіринту, щоб допомогти їм. Разом вони проводять ніч, ховаючись від ґривера, якого вони убивають за допомогою повсякчас перемінливого Лабіринту. З останків ґривера хлопці добувають якийсь електронний прилад.
Ліфт, який раніше привозив нового підлітка і припаси раз на місяць, прибув поза розкладом і доставив дівчину Терезу, яка одразу пам'ятала своє ім'я. Записка в її руці свідчить, що вона остання з усіх.
Обстеживши Лабіринт, два бігуни Мінхо й Томас знаходять можливий вихід з нього, скориставшись пристроєм з ґривера. Але наступної ночі навколо Галявини відкриваються четверо воріт і безліч ґриверів атакують мешканців Галявини, убиваючи половину. Томас знаходить частину спогадів про себе, Терезу і організацію, яка створила Лабіринт як своєрідний тест. Він збирає частину мешканців Галявини й веде їх до виходу. Вибравшись із Лабіринту, вони знаходять лабораторію з тілами вчених і відеопослання від керівника лабораторії. Жінка розповідає, що планета була знищена збільшеною сонячною активністю, за якою настала жахлива епідемія. Їх помістили до Лабіринту задля експериментів із пошуку ліків проти вірусу. Наприкінці відеоролику видно напад на лабораторію та смерть її керівника.

## У ролях

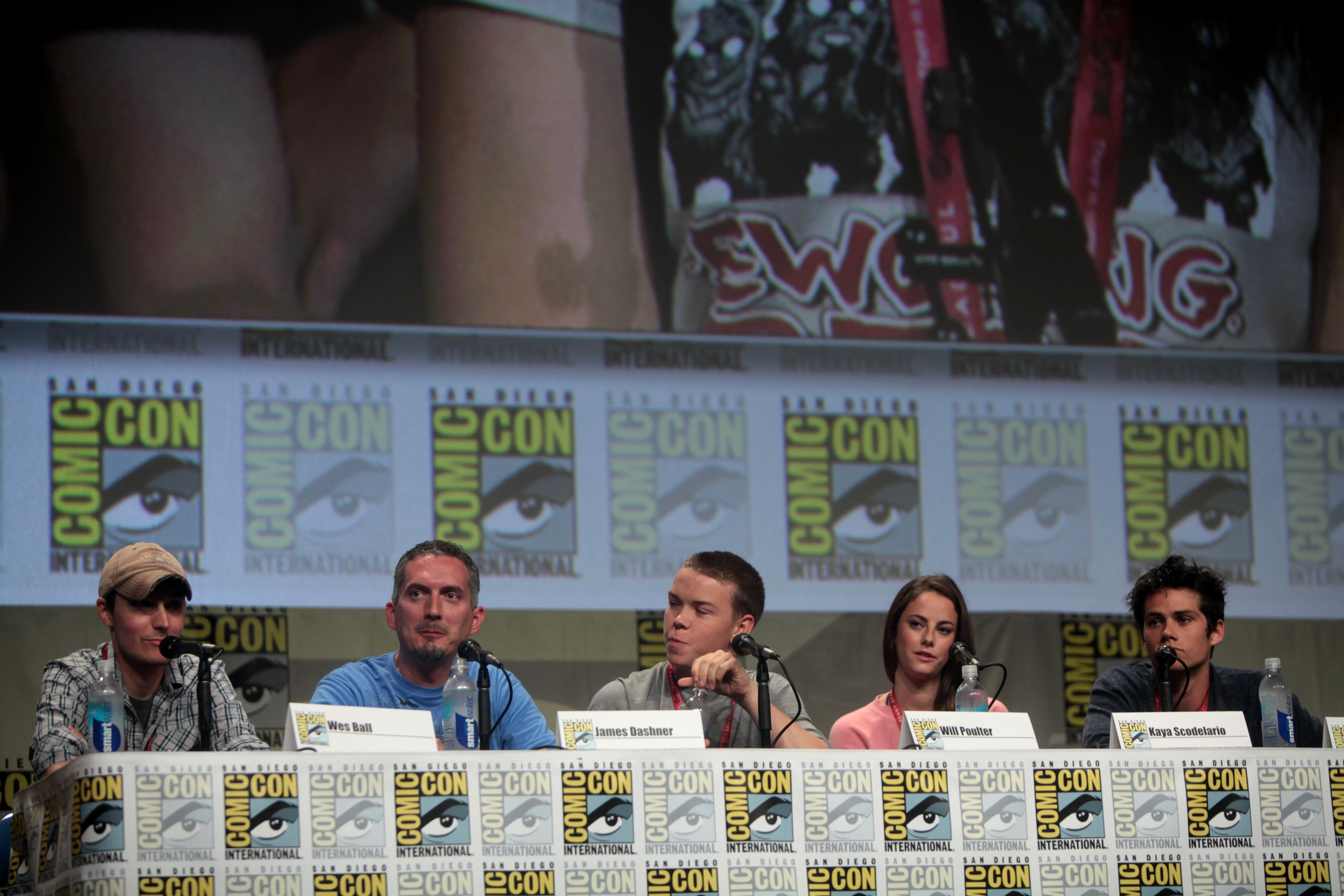
Режисер Вес Болл, автор роману Джеймс Дешнер, актори Вілл Поултер, Кая Скоделаріо, Ділан О'Браєн на Comic Con у Сан-Дієго 2014 року.

- Ділан О'Браєн — Томас[12]
- Томас Сангстер — Ньют[13]
- Кая Скоделаріо — Тереза[14]
- Вілл Поултер — Галлі
- Кі Хонг Лі — Мінхо
- Блейк Купер — Чак[15]
- АМЛ Амено — Албі[16]
- Олександр Флорес — Вінстон
- Якоб Латімор — Джеф[17]
- Кріс Шеффілд — Бен
- Рандаль Каннінгем — Клінт
- Джо Адлер — Зарт
- Патріша Кларксон — Ава Пейдж[18]

## Створення
У січні 2011 року було оголошено що фільм «Той, що біжить лабіринтом» за однойменною книгою Джеймса Дешнера буде запущений у виробництво компанією 20th Century Fox з Кетрін Гардвік як режисером і Ноан Оппенгеймом як сценаристом. До того ж, на сторінці Дешнера у твітері повідомлялося, що він сподівається, що Кетрін Гардвік не братиме участі в цьому проекті. До 28 квітня 2012 книга все ще не отримала дозволу на екранізацію, незважаючи на те, що згідно з офіційним сайтом письменника сценарій до фільму був готовий.
Нарешті навесні 2013 року на сторінці Дешнера з'явилося повідомлення, що зйомки фільму почалися в травні 2013 та закінчаться в лютому 2014 року.
.
У 2014 році було оголошено про продовження фільму. Сиквел «Випробування вогнем» вийшов у вересні 2015 року.
У 2015 році було оголошено про продовження фільму. Сиквел «Ліки від смерті» вийшов у 2018 році.

### Місце зйомок
Фільм знімався в місті Батон-Руж штату Луїзіана, США.

## Відгуки
Фільм отримав змішані та позитивні відгуки. На сайті Rotten Tomatoes фільм має рейтинг 63% на основі 94 рецензій.